# Мартірос (Вайоц-Дзор)
Мартірос (вірм. Մարտիրոս) — село в марзі Вайоц-Дзор, на півдні Вірменії. Село розташоване за 16 км на південь від міста Вайк та за 30 км на південний схід від міста Єхегнадзор. Назва села походить від поширеного ідентичного власного вірменського чоловічого імені. Поселення було засноване Мартіросом, сином Дехіка у 1283 р. В селі розташована церква Сурб Акоб.